# Stora Låhilamm
Stora Låhilamm är en sjö i Ljusdals kommun i Hälsingland och ingår i Dalälvens huvudavrinningsområde. Sjön har en area på 0,0951 kvadratkilometer och ligger 542 meter över havet. Stora Låhilamm ligger i Stora Sundsjöberget Natura 2000-område. Sjön avvattnas av vattendraget Vassjöån.

## Delavrinningsområde
Stora Låhilamm ingår i det delavrinningsområde (683396-144377) som SMHI kallar för Inloppet i Vassjön. Medelhöjden är 537 meter över havet och ytan är 10,57 kvadratkilometer. Det finns inga avrinningsområden uppströms utan avrinningsområdet är högsta punkten. Vassjöån som avvattnar avrinningsområdet har biflödesordning 3, vilket innebär att vattnet flödar genom totalt 3 vattendrag innan det når havet efter 433 kilometer. Avrinningsområdet består mestadels av skog (84 procent). Avrinningsområdet har 0,19 kvadratkilometer vattenytor vilket ger det en sjöprocent på 1,8 procent.